# Талкас
Талкас (на башкирски: Талҡаҫ) е езеро в Башкирия, разположено на западния склон на хребета Ирендик, част от планината Урал. Намира се на 4 km от село Тубинск в Баймакски район. През 1978 година езерото е обявено за природен паметник. Заради чистата си и прозрачна вода често се нарича „Перлата на Урал“.
Името на езерото произлиза от башкирската дума талғын, която означава спокойна, бавно плискаща се вода.

## Произход
Езерото е с тектоничен произход и заема ниска падина между планинските възвишения. Естеството на възникването му се потвърждава от стърчащите по бреговете на водоема вулканични скали и малкото порфирно скалисто островче, близо до западния край на езерото. В близост до Талкас се издига един от върховете на Ирендикския хребет, който представлява изгаснал вулкан със запазен кратер.

## География
Езерото Талкас е разположено на 548,5 метра надморска височина и е второ по този показател в Южен Урал, след езерото Зюраткул. Простира се от север на юг, като дължината му е 3,9 km, а ширината – 0,99 km. Площта на езерото е 3,9 km2, обемът – 15,8 km3, средната дълбочина – 4,5 m, а максималната – 12 метра. Прозрачността на водата достига до 20 метра, минерализацията ѝ е 0,29 g/l, а по състав се отнася към хидрокарбонатно-калциево-магнезиевата група.
Северните и южните брегове на езерото са полегати, ниски и частично заблатени. Западните и източните са стръмни и скалисти, като най-висок е източният бряг, над който се извисява планината Ирандик. На някои места се виждат оголени скали и скални корнизи. На леко наклонения южен бряг, непосредствено до водата, има естествен плаж, насипан с пясък и ситен чакъл.
До средата на XX век езерото има постоянен отток и се приема като извор на река Таналик. След това нивото му постепенно започва да намалява и днес то има сезонен отток към река Шугур, приток на Таналик, която се влива в Ириклинския язовир. Наблюдават се две ясно изразени залѝвни тераси на височина 1 – 2 m и ширина от 2 до 4 метра. По южния и източния бряг те достигат до височина 6 m.
Като източник на захранване на езерото с вода служат разтопеният лед от околните планини и хълмове, няколкото потока, спускащи се по склона на Ирандик, и подводните извори на дъното му. Заради тези подводни извори водата е непрекъснато чиста, с висока прозрачност и винаги студена, дори и в най-горещите летни дни.

## Флора и фауна
По стръмния източен бряг на езерото, по склона на Ирандик, се спускат смесени гори от бор и бреза. На западния бряг, директно от ръба на езерото, по залѝвните терени около него, растат елша, върба, череша, лиственица. Малко по-нагоре от тях се издига редица от млади борове, засадени в края на 70-те години на XX век. Южното крайбрежие е покрито с гъсти тръстики. Местността е богата на различни видове гъби и горски плодове.
Дъното на водоема е покрито с глинест материал, тиня и сапропел, вековни отложения от останки от органична материя с растителен и животински произход. В езерото се въдят шаран, каракуда, щука, толстолоб, обикновена и сребърна платика, костур и червеноперка. В чистите бистри води на езерото се развиват огромни колонии от раци.
Птиците около езерото са предимно прелетни, но има и някои гнездещи. Тръстиките са любимо място за гнездене на редките за страната черногуш гмуркач и кадифена потапница. Характерни за птичия свят край езерото са сивата гъска, чайката и лебедът. Горите са населени с кълвачи, скални орли и соколи.

## Рекреация
Водите на езерото Талкас са наситени с радон и се ползват за лечение на кожни заболявания. По източното крайбрежие са открити около 5,5 милиона тона депозити от лечебната кал сапропел, която успешно се прилага при рехабилитация на страдащи от болести на опорно-двигателния апарат и сърдечно-съдовата система.
Красивият пейзаж, чистите води на езерото и пясъчните плажове привличат много туристи. Някои от тях къмпингуват по бреговете, а други се настаняват в почивните домове „Баймак“ и „Yixian тур“, или в хотел „Ирендик“ в близкото село Исяново. На 300 m от южния бряг, в брезова горичка, е разположен курортът „Талкас“, построен през 1931 година и известен в цяла Русия. Наред с климатолечението и озонотерапията (наличие на чист, в голяма част от времето сух въздух) санаториумът предлага процедури с водолечение и калолечение. Интересно е осигуреното кумисолечение, за което се ползва пресен кумис от натурално кобилешко мляко.